# Osmolalidade
Osmolalidade refere-se ao número de partículas osmoticamente ativas de soluto presentes em um quilograma do solvente.
A osmolalidade de uma solução aumenta à medida que a concentração de solutos na solução aumenta. 
Desidratação, diabetes e ingestão de álcool aumentam a osmolalidade sérica.
Doenças adrenais ou estado pós-operatório, baixam-na.
Os termos osmolaridade e osmolalidade referem-se à partículas osmoticamente ativas. 
Osmolaridade refere-se ao número de partículas osmoticamente ativas de soluto contidas em um litro de solução.
Esta diretamente relacionada com o numero de partículas de soluto por massa do solvente . Dependendo do equilíbrio entre a água e os íons dissolvidos nela principalmente o Na+ que, conjuntamente com seus íons associados, e responsável por 90% da atividade osmótica do plasma. Muitos laboratórios determinam diretamente a osmolalidade do plasmática. O valor medido pode ser comparado à Osmolaridade (devido à alta diluição) calculada pela fórmula:
Osmolaridade Calculada= 2[Na+] +2[K+] + [glicose] +[ureia]
A fórmula inclui os solutos de baixa massa molecular que contribuem para a osmolalidade plasmática.
Um aumento na osmolalidade do plasma desencadeia rapidamente a sede e a secreção de ADH, provocando a ingestão de água para diluir o Na+ e reajustar a osmolalidade para baixo. 
A excreção de água pelo organismo é regulada principalmente por dois sistemas de controle. Um deles e proporcionado pelos osmorreceptores hipotalâmicos, fazendo com que a glândula hipofisária (neuro-hipófise) secrete o hormônio antidiurético (ADH), aumentando, por sua vez, a reabsorção de água nos túbulos coletores renais. O outro mecanismo e o sistema da renina-angiotensina-aldosterona, que atua sobre os túbulos renais distais e os outros tubos coletores para reabsorver o Na+ (e água) em troca com o K+ e o H+.
Com respeito a depleção de água, o parâmetro de laboratório mais importante é o sódio, especialmente para detectar hiperosmolaridade causada pelas perdas de água.
Enfermidades preexistentes, como a disfunção renal e o diabetes, pode aumentar as concentrações de glicose e ureia, contribuindo para elevação da osmolaridade plasmática. 
As alterações no valor do hematócrito refletem modificações de água com menor rapidez que a avaliação do sódio. O aumento da concentração sérica do sódio junto ao aumento do hematócrito indicam de maneira definitiva uma perda de água.

## Referência
1. ↑  IUPAC. Compendium of Chemical Terminology, 2nd ed. (the "Gold Book"). Compiled by A. D. McNaught and A. Wilkinson. Blackwell Scientific Publications, Oxford (1997). XML on-line corrected version: http://goldbook.iupac.org (2006-) created by M. Nic, J. Jirat, B. Kosata; updates compiled by A. Jenkins. ISBN 0-9678550-9-8. doi:10.1351/goldbook.

MOTTA, Valter Teixeira. Bioquímica clínica para o laboratório – princípios e interpretações. Rio de Janeiro: MedBook, 2009. UFSC. acesso em: 20 nov 17